# تشیع در نیجریه
شیعیان نیجریه پر جمعیت‌ترین گروه شیعی در قاره آفریقا هستند. رهبر این گروه ابراهیم زکزاکی می باشد.

## روند رشد شیعیان نیجریه
بر طبق سرشماری ژوئیه ۲۰۱۸ کشور نیجریه با جمعیت ۲۰۳٬۴۵۲٬۵۰۵ نفر پرجمعیت‌ترین کشور آفریقا است. از این تعداد ۵۰ درصد مسلمان (شامل ۴۶ درصد مالکی و ۴ درصد شیعه)، ۴۵ درصد مسیحی و ۵ درصد ادیان بومی می‌باشند. رهبر شیعیان نیجریه ابراهیم زکزاکی است که از طلاب حوزهٔ علمیه قم بوده‌ است.

## قتل‌عام
در سال ۲۰۱۵ بر اثر حمله ارتش نیجریه به شیعیان شهر زاریا تعداد ۳۴۸ نفر از شیعیان کشته شدند. این حمله منجر به تخریب حسینیه بقیةالله نیجریه شد. در جریان این حمله، چندین عضو ارشد جنبش اسلامی نیجریه از جمله محمد توری، مصطفی سعید (به ترتیب معاون و پزشک ابراهیم زکزاکی) ابراهیم عثمان و جمی گلیما کشته شدند.
در اکتبر ۲۰۱۸ نیز نیروهای ارتش نیجریه در یورش به تجمع مسالمت آمیز شیعیان این کشور ۴۵ معترض را کشتند.

## پایگاه اینترنتی
- http://www.islamicmovement.org/